# Канда (провінція Ровіго)
Канда (італ. Canda, вен. Canda) — муніципалітет в Італії, у регіоні Венето, провінція Ровіго.
Канда розташована на відстані близько 360 км на північ від Рима, 80 км на південний захід від Венеції, 22 км на захід від Ровіго.
Населення — 969 осіб (2014).
Щорічний фестиваль відбувається 29 вересня. Покровитель — святий Архангел Михаїл.

## Демографія
Населення за роками:

Станом на 1 січня 2023 року в муніципалітеті офіційно проживали 73 іноземці з 10 країн, серед них 6 громадян країн Євросоюзу та 4 громадяни України.

## Сусідні муніципалітети
- Бадія-Полезіне
- Баньйоло-ді-По
- Кастельгульєльмо
- Лендінара
- Тречента